# De qué se ríen?
De qué se ríen? es el sexto disco de la cantante y autora argentina Fabiana Cantilo. 
Producido por Ulises Butrón en el año 1998. El álbum contiene temas autobiograficos, escritos totalmente por Cantilo, sin ningún cover. 

## Características
En este disco, Fabiana confiesa que fue su primer álbum más personal[cita requerida], con una portada en la que se la ve con un vestido y rodeada de chanchos, que es el animal que le corresponde en el horóscopo chino. Acompañada por la banda de "La Guardia del Fuego" (Marcelo Vaccaro, Sebastián Scofet, Oscar Reyna y Javier Miranda), del álbum se destacaba el primer corte, y único videoclip: Júpiter, con la dirección de Nahuel Lerena. El 17 de diciembre obtuvo el premio MTV al "Mejor Vídeo Femenino". Así, Cantilo se convirtió en la primera cantante argentina en ganar este premio.

## Canciones
1. Fugitiva perpetua (Fabiana Cantilo)
2. Historia (Fabiana Cantilo)
3. ¿De qué se ríen?	 (Fabiana Cantilo)
4. Oda a Lilith (Fabiana Cantilo)
5. Júpiter	 (Fabiana Cantilo/Posse/Lerena)
6. No entregues tu corazón	(Fabiana Cantilo)
7. De una vez (Fabiana Cantilo)
8. Profecía	(Fabiana Cantilo)
9. Si faltan las flores (Fabiana Cantilo)
10. Culebrón nacional (Fabiana Cantilo)
11. Caminos rotos (Fabiana Cantilo)
12. Por qué... (Fabiana Cantilo)

## Videoclips
- Jupiter (ganador del premio MTV al Mejor Video Femenino)

## Músicos
- Fabiana Cantilo: Voz
- Fena Della Maggiora: Guitarras acústica y eléctrica
- Marcelo Vaccaro: Bajo
- Javier Miranda: Batería
- Sebastián Scofet: Teclados
- Claudia Puyó: Coros
- Marisa Mere: Coros.
- Oscar Reyna: Guitarra eléctrica

## Personal
- Producción Artística y Dirección General: Ulises Butrón
- Realizador Ejecutivo y mánager: Fabián Couto
- Técnico de Grabación y Mezcla: Mariano López
- Asistentes: Pablo y Marcelo
- Masterización y Corte: Bernie Grundman
- Asistente de Grupo y Road Mánager: Alberto Samper
- Personal Advisor y Prensa: Amelia Laferriere
- Asistente: Juan Maggi